# ドルビービジョン
ドルビービジョン（英: Dolby Vision）は、ドルビー・ラボラトリーズが開発したハイダイナミックレンジ（HDR）映像のための技術群。この技術はコンテンツの制作、配信、再生をカバーしている。ドルビービジョンには映像の各フレームの輝度、色、シャープネスをディスプレイの色域体積（最大・最小の輝度表示能力と色域）に合わせて調整するために使用される動的メタデータが含まれている。これによって、すべてのドルビービジョン対応ディスプレイにおいて、クリエイティブな意図を維持できる。2014年に導入され、最初に利用可能なHDRフォーマットとなった。
ドルビービジョンIQは、周囲の明るさに応じてドルビービジョン・コンテンツを最適化するためのアップデートである。
『トゥモローランド』は、2015年に発表した「ドルビービジョン」を初めて導入した作品である。

## 解説
ドルビービジョンはドルビー・ラボラトリーズが開発したHDRフォーマットで、Ultra HD Blu-rayおよびストリーミングビデオでオプションとしてサポートされている。対抗規格はHDR10だが規格上はドルビービジョンが先に誕生。ドルビービジョンは独自フォーマットであり、ドルビーのビジネス副社長ジャイルズ・ベイカーはドルビービジョンのロイヤルティ費用はテレビ一台当たり3ドル以下だと述べている。ドルビービジョンにはPQ（SMPTE ST 2084）電気光伝達関数、最大8Kの解像度および広色域色空間（YCBCR ないし IPTPQc2のITU-R Rec. BT.2020）が含まれている。一部のドルビービジョンのプロファイルでは、12ビットのカラー深度と10,000cd/m2の最大輝度が含まれている（ドルビービジョンのホワイトペーパーによると、2018年時点でドルビービジョンHDRリファレンス・モニターなどの業務用リファレンス・モニターはピーク輝度4,000cd/m2に制限されている）。マスタリング用ディスプレイのカラリメトリー情報を静的メタデータ（SMPTE ST 2086）を用いてエンコードすることもできるが、iPhone 12のようにシーンごとないしフレームごとの動的メタデータ（SMPTE ST 2094-10、ドルビー形式）を提供することもできる。
ドルビービジョンをサポートするUltra HD（UHD）テレビの例としてはLG、VU、ソニー、Vizioなどがある。MulticoreWare社のx265エンコーダーはバージョン3.0でドルビービジョンをサポートした。ドルビービジョンIQは、周辺光に応じてドルビービジョンのコンテンツを最適化するように設計されたアップデートである。これは2021年ごろからのごく一部のテレビで採用。対抗規格はHDR10+。
この動的メタデータないし動的HDRを使用すると、シーンごとないしフレームごとに必要に応じて、ビデオ/映画の中で何度でも明るさとコントラスト（実際にはトーンカーブ）を調整できるようになる。

## 技術的詳細
ドルビービジョン方式は最大10,000cd/m2のピーク輝度と、最大でRec. 2020の色域の映像を表現できるフォーマットである。現在のディスプレイではドルビービジョンの完全な輝度と色域を再現する能力を有していない。民生用ディスプレイには輝度と色域の能力に関する要件は求められていない。民生用ディスプレイの色域体積がマスタリング・ディスプレイよりも小さい場合には、コンテンツは動的メタデータに基づいて民生用ディスプレイの能力にあわせて調整される。
ドルビービジョンのマスタリング・ディスプレイの要件：
- EOTF：PQ
- ピーク輝度：少なくとも1,000cd/m2
- 黒レベル：多くとも0.005cd/m2
- コントラスト比：少なくとも200,000:1
- 色域：少なくともP3の99%

### メタデータ
ドルビービジョンの動的メタデータの要件：
- L0（静的）：マスタリングと対象ディスプレイの特性
- L1（動的）：自動生成
- L2 trims（動的）：フレームごとないしシーンごとに手動で生成
- L3 trims（動的）：フレームごとないしシーンごとに手動で生成（CMv4.0以降）
- L8 trims（動的）：フレームごとないしシーンごとに手動で生成（CMv4.0以降）（L2 trimsと同等）
- L5：タイムラインのアスペクト比記述
- L6（静的かつオプション）： MacCLLおよびMaxFALL（HDR10で必要）
- L9（動的）：マスタリング・ディスプレイの原色色度（CMv4.0以降）

ドルビービジョン4.0では色相とサイドを調整するための、新しい2次トリムが導入されている。

### プロファイル
| プロファイル | コーデック   | BL:EL解像度               | 下位互換         |
| ------------ | ------------ | ------------------------- | ---------------- |
| 4            | 10ビットHEVC | 1:1/4                     | SDR              |
| 5            | 10ビットHEVC | 拡張レイヤーなし          | なし             |
| 7            | 10ビットHEVC | UHDTV用に1:1/4 FHD用に1:1 | Ultra HD Blu-ray |
| 8.1          | 10ビットHEVC | 拡張レイヤーなし          | HDR10            |
| 8.2          | 10ビットHEVC | 拡張レイヤーなし          | SDR              |
| 8.4          | 10ビットHEVC | 拡張レイヤーなし          | HLG              |
| 9            | 8ビットAVC   | 拡張レイヤーなし          | SDR              |

| プロファイル | コーデック   | BL:EL解像度      | 下位互換 |
| ------------ | ------------ | ---------------- | -------- |
| 0            | AVC          | 1:1/4            | SDR      |
| 1            | AVC          | 1:1              | なし     |
| 2            | 8ビットHEVC  | 1:1/4            | SDR      |
| 3            | 8ビットHEVC  | 1:1              | なし     |
| 6            | 10ビットHEVC | 1:1/4            | HDR10    |
| 8.3          | 10ビットHEVC | 拡張レイヤーなし |          |
| 8.5          | 10ビットHEVC | 拡張レイヤーなし |          |

一部のドルビービジョンのプロファイルでは、基本レイヤーと拡張レイヤーを合成して12ビットの映像信号を生成している。

### ファイル形式
- ISOベースメディアファイルフォーマット[28]
  - MP4[29]
  - DECE[29]
  - en:Common File Format (CFF)[29]
  - Protected Interoperable File Format (PIFF)[29]
- HTTP Live Streaming[30]
- MPEG-2トランスポートストリーム形式[31]
- MPEG-DASH[32]
- MKV[33]

## ライセンス
ドルビービジョンはドルビー・ラボラトリーズの独自ソリューションである。2021年、互換性のあるカラー・グレーディング・システムで、コンテンツ制作者は追加費用なしでドルビービジョンの自動メタデータを生成することができる。コンテンツ制作者が映像を手動で調整できるトリムを有効にするには、年間2,500ドルのライセンスが必要である。グレーディング、マスタリング、編集その他の業務用アプリケーションや機器のOEMおよび製造業者はライセンスの申請が必要である。

## 適用
HDMIケーブルのバージョンはPS4に付属するケーブルより後に登場したもの、つまりver2.0以降のものが最低でも必要である。2024年現在はYouTubeでのDolby Vision出力は事実上不可能(HDR10は可能）。

### ハードウェア
- テレビ：[35]
  - LG
  - パナソニック
  - フィリップス
  - ソニー
  - TCL
  - VIZIO
  - シャープ
- スマートフォン：
  - Display:
    - LG G6[36]
    - iPhone 12[6]
    - シャオミ：Mi 11 Ultra[37]、Mi 11 Pro[38]

  - カメラ：
    - iPhone 12[6]

### ソフトウェア
- カラー・グレーディング：[34]
  - Autodesk Lustre
  - Autodesk Flame 2021
  - Blackmagic Design Davinci Resolve
  - Digital Vision Nucoda
  - Filmlight Baselight
  - Grass Valley RIO
  - SGO Mistika
- エンコーダー:
  - x265：プロファイル5、プロファイル8.1およびプロフィル8.2（バージョン3.0以降）[39]
- メディアプレイヤー:
  - Exoplayer（オープソース）[40]
  - Shaka Player（機器依存、オープンソース）[40]
- 対応デバイス（スマートフォン以外）
  - Amazon Fire TV 4K
  - Xbox One (S以降の全モデル、一部ストリーミングアプリでのみ有効で、ゲームは非対応）
  - Xbox Series X/S
  - Chromecastの一部機種
  - Apple TVの一部機種

## ドルビービジョンが導入された劇場
- TOHOシネマズ
  - TOHOシネマズららぽーと門真(2023年4月17日開業)
  - TOHOシネマズ すすきの（2023年11月30日開業）
- 松竹マルチプレックスシアターズ
  - MOVIXさいたま(2019年04月26日開業)
  - 丸の内ピカデリー(2019年10月04日開業)
  - MOVIX京都(2020年3月6日開業)
- ティ・ジョイ
  - T・ジョイ横浜(2020年6月24日開業)
  - 新宿バルト9(2022年12月1日開業)
  - T・ジョイ博多(2018年11月23日に開業)
  - T・ジョイ梅田(2019年6月28日開業)
- ミッドランドスクエアシネマ(2019年12月20日開業)

## ドルビービジョンが導入されたスタジオ
国内
- JVCケンウッド・ビデオテック
- IMAGICA Lab.
- キュー・テック
- ソニーPCL

## ドルビービジョンが導入された物理媒体
- Ultra HD Blu-ray[41]

## ドルビービジョンが導入された配信媒体
- Disney+
- Apple TV+
- Max
- Paramount+
- Netflix
- Vudu
- Amazon Prime Video(対応するかは再生機種による)
- U-NEXT
- ひかりTV

## ドルビービジョンが採用された作品
下記では作品単体で記事がない作品のみ掲載。その他対応作品に関してはドルビービジョンのカテゴリ参照。

### 映画
- アース:アメイジング・デイ(2017年 リチャード・デイル/ピーター・ウェーバー/ファン・リーシン共同監督)
- 蘇える金狼（1979年 村川透監督）※UHD Blu-rayに収録
- 機動戦士ガンダム(1981年 富野喜幸総監督)

海外TV
- Disney+の映画作品・ドラマ作品の一部

国内TV

海外ストリーミング配信

国内ストリーミング配信
- 火花(2015年 廣木隆一監督)